# 鄧伯孫
邓伯孙（？—1449年），明朝福建农民起义领袖邓茂七的侄子。邓茂七中箭而死后，继为农民军首领，不久也战死。 

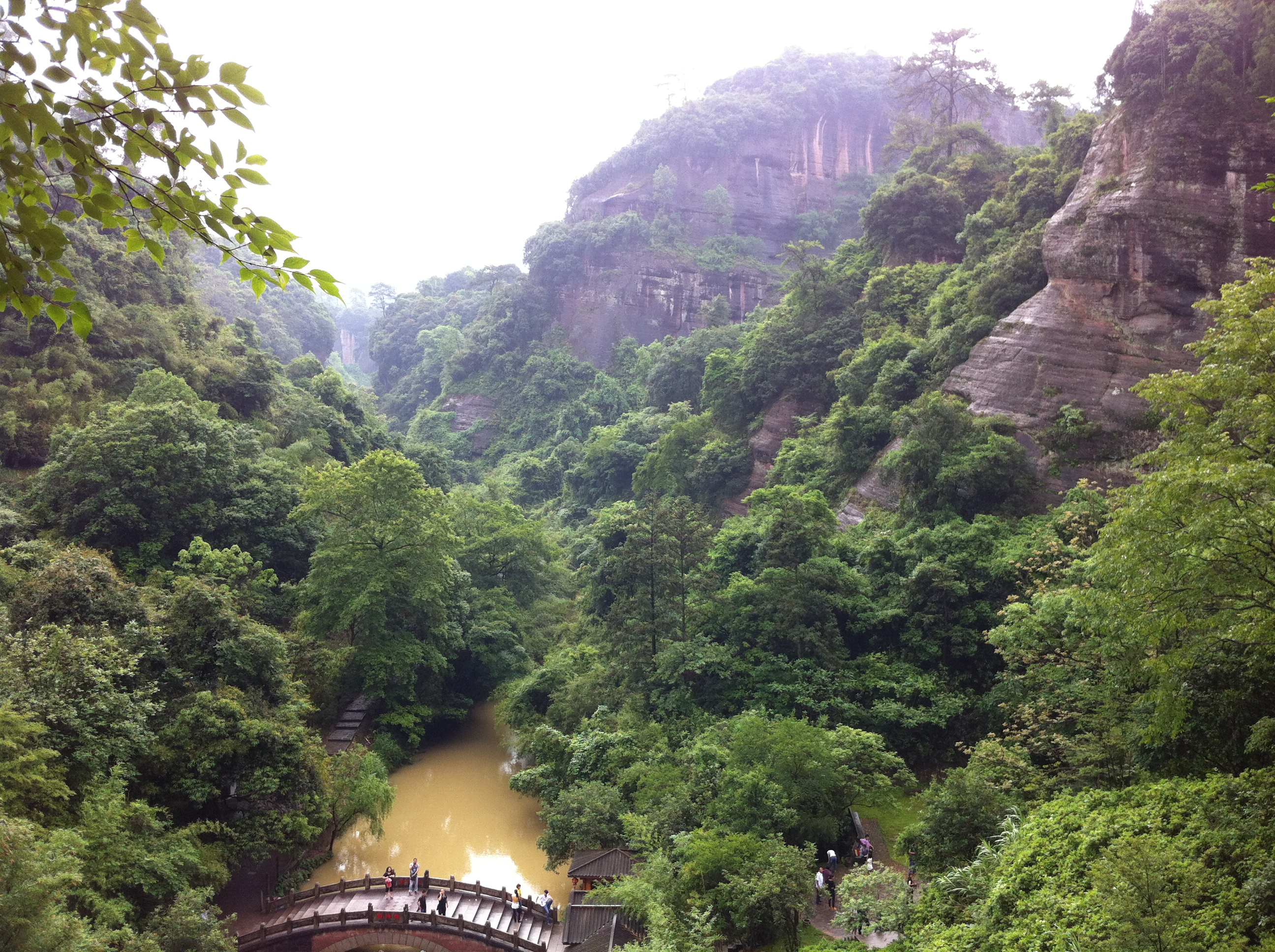
永安桃源洞，邓伯孙曾在此设寨固守。

正统十四年（1449年）二月，明军进攻延平，诱邓茂七出战，邓茂七中箭而死。邓伯孙继为首领，率余部林子得、郑永祖等继续作战。邓伯孙之妻廖氏（一说邓茂七之妻）擅长剑术，号称“女将军”，也参加作战。宁阳侯陈懋率明军抵达福建，邓伯孙所部退守沙县、尤溪一带的陈山寨、后洋、贡川、九龙山等山砦。明将张楷、金濂一面分兵进剿，一面派叛徒招降，并施展离间计使邓伯孙杀死农民军骁将张留孙，导致邓伯孙陷于孤立。三月，九龙山等据点相继失守。五月，陈山寨陷落，邓伯孙、廖氏及农民军将士二百余人被杀，福建农民起义最终失败。